# Derya Uluğ

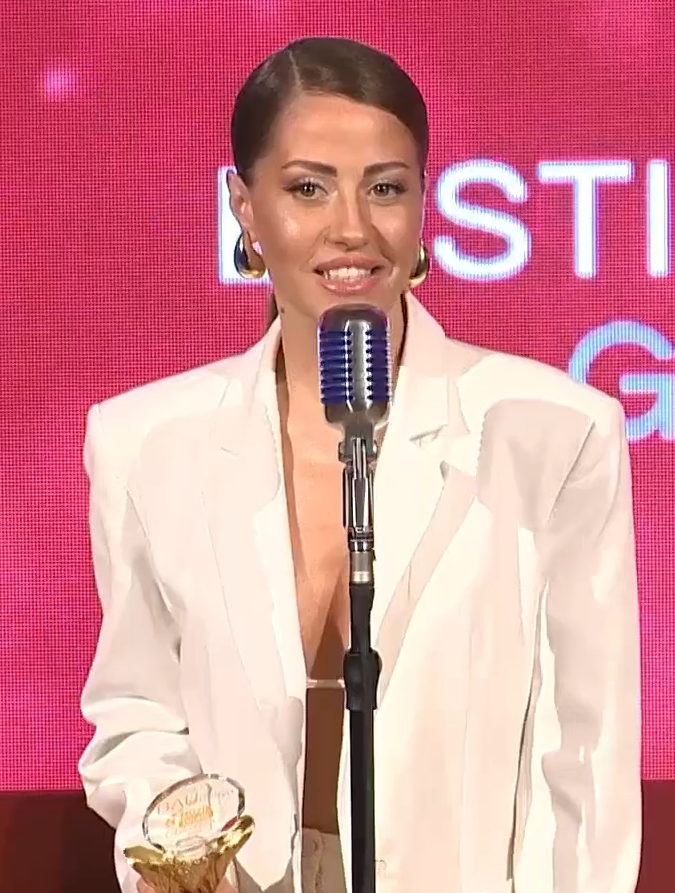
Derya Uluğ (2024)

Derya Uluğ (* 21. Februar 1986 in Izmir) ist eine türkische Pop-Sängerin.

## Biografie

### Frühe Jahre
Uluğ wurde 1986 in Izmir als eines von insgesamt vier Geschwistern geboren und ist dort auch aufgewachsen. Ihr Vater arbeitet mit Textilien, ihre Mutter ist Hausfrau. Im Alter von acht Jahren ging sie als Siegerin an einem von einem Radiosender veranstalteten Singwettbewerb hervor. Mit neun Jahren besuchte sie erstmals eine Musikschule, wo sie unter anderem Violine spielen lernte. So trat sie in ihrer Jugend als Solistin auf verschiedenen Konzerten in Erscheinung. Als 16-Jährige erhielt Uluğ schließlich Klavierunterricht.
An der Muğla Üniversitesi machte sie ihren Abschluss im Fach Violine, anschließend graduierte sie am Konservatorium der Haliç Üniversitesi in Istanbul. Später war sie drei Jahre lang Vokalistin für Ebru Gündeş, danach beendete sie die Zusammenarbeit mit Gündeş, um eigene Singles aufzunehmen.

### Karriere
Ihren ersten Erfolg hatte sie 2016 mit Okyanus. Die Single wurde auf der Internet-Plattform YouTube über 100 Millionen Mal angeklickt und von der Doğan Music Company mit Gold ausgezeichnet.
Im Jahr 2016 gewann sie zudem einen Altın Kelebek Award in der Kategorie Bester Newcomer.
Auch ihre zweite Single Canavar war erfolgreich. Sie hat in den darauffolgenden Jahren mit vielen weiteren Songs auf sich aufmerksam gemacht. Erst im Jahr 2023, 7 Jahre nach Veröffentlichung ihrer ersten Single, erschien das Debüt-Album Nefes.

## Diskografie

### Alben
- 2023: Nefes

### Singles
| - 2016: Okyanus - 2017: Canavar - 2017: Nabız 180 - 2017: Sen Maşallah (mit Güven Yüreyi) - 2018: Ne Münasebet - 2018: Ayrılığın Yükü Ağır - 2018: Sürgün Aşkımız (mit Emrah Karaduman) - 2018: Kafalar Karışık (mit Ece Seçkin) - 2019: Ah Zaman - 2019: Göremedim Bi de Sen Bak - 2020: Leyla & Mecnun (mit Cem Belevi) - 2020: Perişanım Şimdi (Akustik Cover) - 2020: Şu Saniye (Akustik Cover) | - 2021: Kanunlar Gibi - 2021: Bizim Çocuklar (mit Mustafa Sandal, Eypio & Irmak Arıcı) - 2021: Sana Çıkıyor Yollar - 2022: Canım Dediklerim - 2022: Hadi Çal - 2022: Yazık (mit Ceylan Ertem) - 2022: Esmerin Adı Oya (Sarışınlar Çat) (Original: Samira Tewfik – Asmar) - 2023: Nefes - 2023: Yansıma (mit Asil Gök) - 2023: Şansım Olsun - 2024: Yürek mi Yedin - 2024: Yakıyorlar - 2024: Yabani (Original: Amr Diab – We Yloumouni) |

### Gastbeiträge
- 2010: Benim Sevgim (von Özgür Akkuş – Hintergrundstimme)

### Songwriting (Auswahl)
- 2017: Ya Da Boşver (von İdo Tatlıses)

## Auszeichnungen
- 2016: Altın Kelebek Award in der Kategorie Bester Newcomer